# سامانتا بنتلی
 سامانتا بنتلی (انگلیسی: Samantha Bentley؛ زادهٔ ۸ اکتبر ۱۹۸۷) یک بازیگر پورنوگرافی است.

## اوایل زندگی
او در لندن جنوبی در انگلستان زاده شد. او وقتی به دانشگاه رفت استریپ‌تیز می‌کرد. او در دانشگاه پیش از آنکه وارد پورنوگرافی شود، طراحی مطالعه می‌کرد.